# Loraldia (El tiempo de las flores)
Loraldia (El tiempo de las flores) es una película coproducción de Argentina y España filmada en colores dirigida por Óscar Aizpeolea sobre su propio guion con adaptación de Mauricio Skorulski que se estrenó el 16 de mayo de 1991 y que tuvo como actores principales a Bárbara Mujica (fue su última película), Susana Campos, Aldo Barbero e  Isidoro Fernández. Fue filmada en Colonia Barón, provincia de La Pampa,

## Sinopsis
Imágenes de sensaciones, encuentros y desencuentros vinculadas a los vascos en Argentina.

## Reparto
Intervinieron en el filme los siguientes intérpretes:
- Bárbara Mujica
- Susana Campos
- Aldo Barbero
- Isidoro Fernández
- Garbiñe Losada
- Juan Martín del Valle
- Luis García
- Fabio Aste
- Asier Hernández Landa
- Verónica Ponieman
- Ana Laura Macagno
- Miguel Ángel Macagno
- Fernando Salvador
- Micaela Brunoldi
- Iñigo Bañuelos
- Fernando Alegría

## Premio
Por su labor en este, su último filme, la actriz Bárbara Mujica fue galardonada con el Premio Cóndor de Plata a la mejor actriz por la Asociación de Cronistas Cinematográficos de la Argentina.

## Comentarios
Paraná Sendrós en Ámbito Financiero escribió:

«Argentinos y vascos en un film edulcorado.»

Ricardo García Oliveri  en Clarín dijo:

«Es una obra abierta, poética que renuncia en forma deliberada al gancho argumental…y consigue exactamente lo que se había propuesto: convertirse en una evocación sentida, nostálgica.»